# Al Jama-ah
Al Jama-ah (árabe: الجماعة lit. El partido) es un partido político islamista sudafricano. Se fundó en 2007 por su actual líder Ganief Hendriecks.
Disputó las elecciones nacionales de 2009, 2014 y 2019. Tiene un representante electo a nivel nacional luego de las elecciones de 2019 y obtuvo 9 escaños a nivel local en las elecciones municipales de 2016. Se fundó con el objetivo declarado de garantizar que los musulmanes sudafricanos desempeñen un papel positivo en la política sudafricana posterior al apartheid. El partido tiene como programa apoyar los intereses musulmanes y defender la ley sharia.